# Hosjö

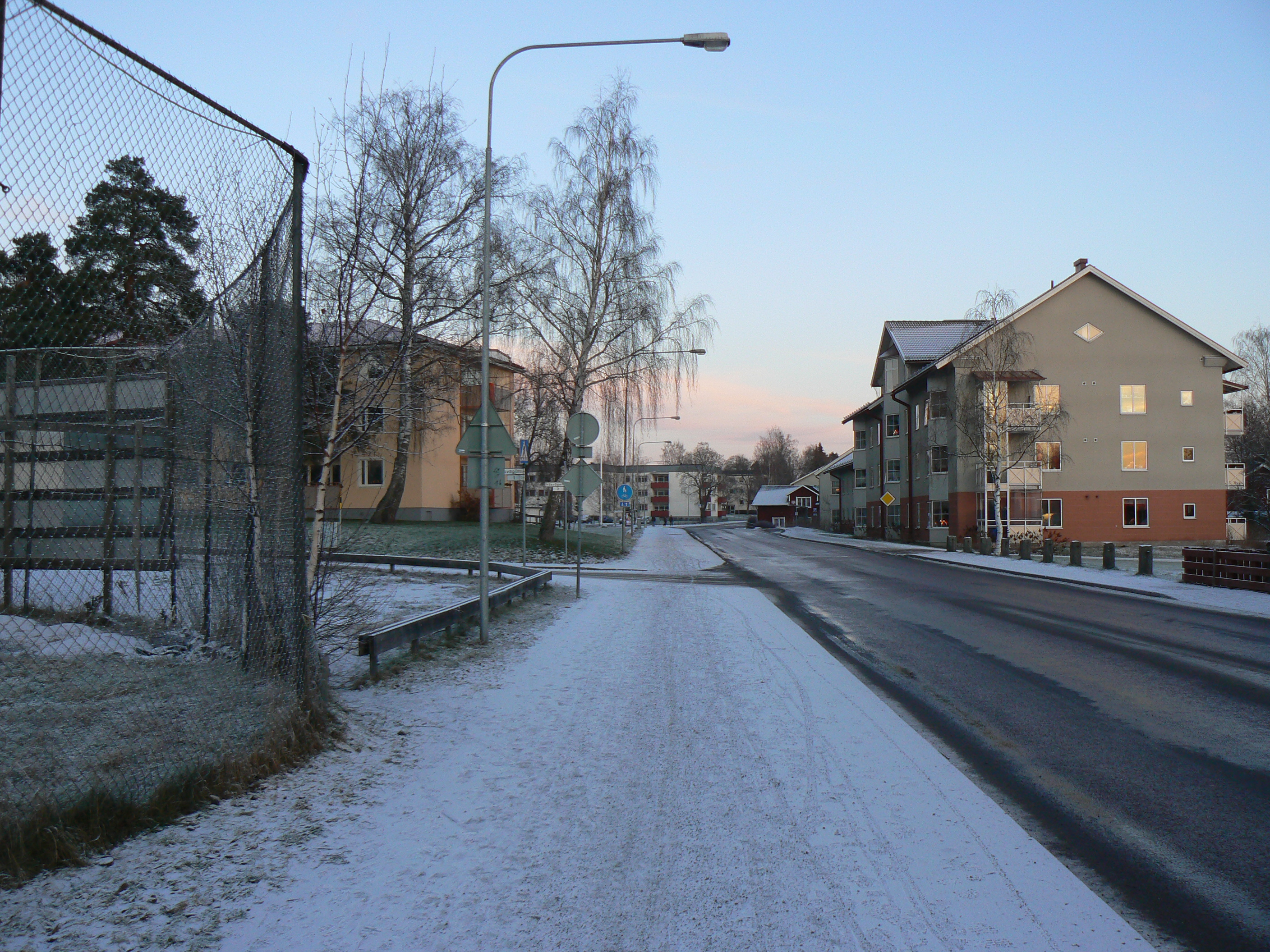
Hosjö

Hosjö – wschodnia dzielnica szwedzkiego miasta Falun .